# Rafał Barycz
Rafał Stanisław Michał Barycz (ur. 14 maja 1967 w Krakowie) – polski architekt. Wnuk historyka prof. Henryka Barycza

## Życiorys
Absolwent I Liceum Ogólnokształcącego im. Bartłomieja Nowodworskiego w Krakowie. Studiował architekturę na Wydziale Architektury Politechniki Krakowskiej, który ukończył z wyróżnieniem w 1992 roku, na podstawie przygotowanego we współpracy z Wydziałem Architektury Fachhochschule Münster projektu Europejskiego Centrum Współpracy Kulturowej wokół Zamku Welbergen. W 1997 uzyskał tam stopień doktora nauk technicznych w specjalności projektowania architektury mieszkaniowej i użyteczności publicznej, na podstawie rozprawy Architektura mieszkaniowa Krakowa, Wiednia i Grazu na tle współczesnych tendencji stylistycznych. Był stypendystą Fundacji Lanckorońskich z Brzezia, Haus der Architektur w Grazu, Rządu Krajowego Styrii, Instytutu Janineum w Wiedniu. W roku 1995 został laureatem Stypendium-Nagrody Twórczej Miasta Krakowa w dziedzinie architektury.
Od 2004 jest członkiem Miejskiej Komisji Urbanistyczno-Architektonicznej w Krakowie. Jako sędzia konkursów architektonicznych SARP sędziował m.in. konkurs na Most Kotlarski w Krakowie, Międzynarodowe Biennale Architektury, Projekt Roku, i in. Ogłosił kilkadziesiąt publikacji w kraju i za granicą, poświęconych zagadnieniom nowoczesnego projektowania architektonicznego.
W 2002 był współtwórcą Wydziału Architektury i Sztuk Pięknych Krakowskiej Szkoły Wyższej im. Andrzeja Frycza Modrzewskiego, gdzie prowadzi mistrzowską klasę projektową.
W 1991 założył wraz z Pawłem Saramowiczem Biuro Architektoniczne Barycz i Saramowicz.

## Ważniejsze budynki
- Zespół apartamentowych wielorodzinnych budynków mieszkaniowych w Krakowie, ul. Zamoyskiego
- Hotel **** w Krakowie
- Budynek biurowo-mieszkalny w Krakowie-Woli Justowskiej, ul. Junacka
- Willa nad Rabą w Gdowie k. Krakowa, ul. Młyńska
- Willa wielopokoleniowa w Krakowie, ul. Pańska
- Rezydencja mieszkalna z zespołem parkowym w Niepołomicach k. Krakowa
- Osiedle domów mieszkalnych w Krakowie, ul. Orla
- Rezydencja mieszkalna w Piasecznie k. Warszawy, ul. Redutowa
- Rezydencja mieszkalna w Konstancinie k. Warszawy, ul. Sułkowskiego
- Centrum rekreacyjne z krytą pływalnią w Niepołomicach k. Krakowa
- Rezydencja mieszkalna w Rawie Mazowieckiej
- Hotel w Piwnicznej-Zdroju, Rynek
- Centrum medyczne w Kielcach, ul. Jagiellońska
- Willa mieszkalna w Bolechowicach k. Krakowa
- Budynek pensjonatowo-mieszkalny z pływalnią w Konstancinie, ul. Oborska
- Budynek mieszkalny w Konstancinie, ul. Środkowa
- Budynek mieszkaniowy w Mielcu, ul. Wiesiołowskiego
- Rezydencja z betonu licowego w Izabelinie k. Warszawy, ul. Langiewicza
- Willa mieszkalna w Libertowie k. Krakowa, ul. Jabłoniowa
- Nowoczesny Dwór Polski w Grębynicach k. Krakowa
- Budynek biurowy ASCO S.A. w Krakowie, Pl. Bohaterów Getta/ul. Kącik
- Nowy Gmach Zespołu Szkół Społecznych nr 6 Społecznego Towarzystwa Oświatowego w Krakowie, ul. Senatorska
- Budynek z gontu i gabionów w Izabelinie, ul. Orła Białego
- Nowa Siedziba Spółki Gemini Holdings w Krakowie, Al. Focha

## Wybrane nagrody architektoniczne
- Honorowa Nagroda Publicystyki Miesięcznika "Architektura"
- Nagroda Specjalna SARP Projekt Roku 1993
- Nagroda V Międzynarodowego Biennale Architektury
- Nagroda Główna SARP Projekt Roku 1997
- Nagroda Główna SARP Projekt Roku 1998
- Nominacja do Nagrody Roku SARP 2003
- Nagroda w konkursie miesięcznika "Dom&Wnętrze" Wydawnictwa Edipresse Polska Projekt Roku 2008